# Görschen
Görschen is een plaats en voormalige gemeente in de Duitse deelstaat Saksen-Anhalt, en maakt deel uit van de Landkreis Burgenlandkreis.

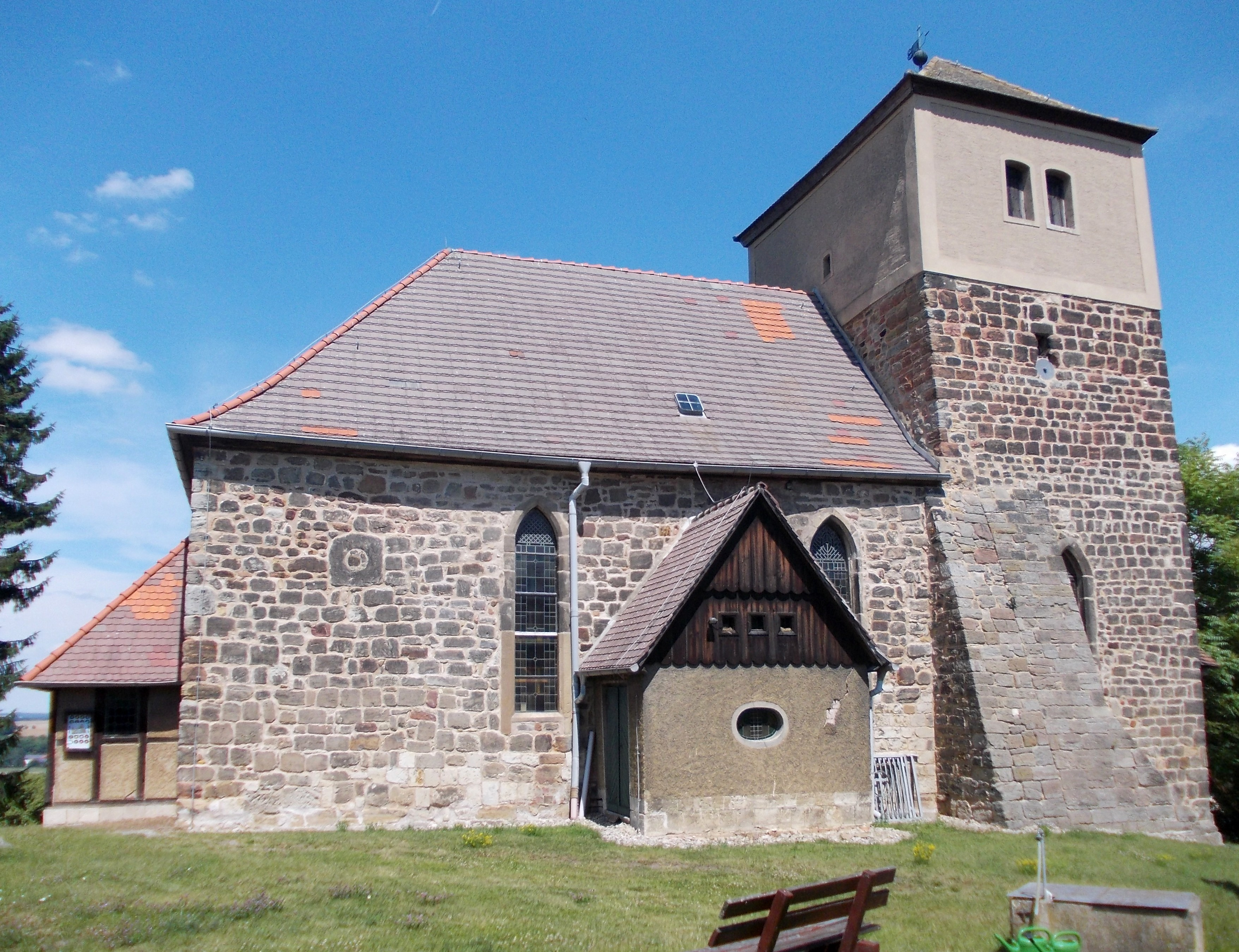
Kerk in Görschen

Görschen telt 539 inwoners.